# Valença de Tost
Valença de Tost (Pallars Jussà, segle xi - segle xi) fou una comtessa catalana.

## Biografia
Valença de Tost, filla d'Arnau Mir de Tost i d'Arsenda d'Àger, apareix per primer cop a la documentació l'any 1055 amb motiu del seu matrimoni amb el comte Ramon V de Pallars Jussà. No sabem res, doncs, de l'etapa anterior de la seva vida. Aquest matrimoni dona lloc a la redacció de cinc documents diferents. Els tres primers, datats el 2 de setembre de 1055, constitueixen la dot i les garanties addicionals a aquesta que li constitueix el comte. Valença rep la dècima marital i a més Ramon V empenyora els pobles i castells de Llimiana, Mur, Areny i Montaissell a favor de la seva esposa i dels pares d'aquesta, Arnau Mir de Tost i Arsenda. També els ven Llimiana, Mur i Orcau, castells que un any més tard, curiosament, donarà a la seva dona Valença. En efecte, el 26 d'octubre de 1056, Ramon V de Pallars Jussà signa dos documents mitjançant els quals dona a la seva esposa una sèrie de castells, fent ús de la prerrogativa prevista per la llei goda que permetia fer donacions a l'esposa, si es desitjava, un cop transcorregut el primer any de matrimoni.
Valença aportava a aquest matrimoni molt més que diners, en un moment en què el comtat de Pallars Jussà es trobava ofegat per les ofensives i agressions d'Artal I de Pallars Sobirà des del nord i del comtat d'Urgell des del sud. Aquesta unió significava per Ramon V de Pallars Jussà la pau i el control sobre els territoris governats per Arnau Mir de Tost: la vall d'Àger i la conca de Tremp.
Valença apareix al costat del seu marit signant documents de gestió i administració del territori i, sobretot, en les fundacions i donacions pietoses que es van fer durant el seu govern, entre les quals destaca la fundació de la canònica de Mur, dotada molt generosament i fundada per desterrar adequadament la ignorància.

## Orígens familiars
Era filla d'Arnau Mir de Tost i Arsenda d'Àger. Per part de pare, pertanyia a la casa de Tost, nobles vinculats al Castell de Tost.
|  |                      |  |  |  |  |  |  |  |  |  |  |  |  |  |  |  |
|  | 4. Miró de Tost      |  |  |  |  |  |  |  |  |  |  |  |  |  |  |  |
|  |                      |  |  |  |  |  |  |  |  |  |  |  |  |  |  |  |
|  |                      |  |  |  |  |  |  |  |  |  |  |  |  |  |  |  |
|  | 2. Arnau Mir de Tost |  |  |  |  |  |  |  |  |  |  |  |  |  |  |  |
|  |                      |  |  |  |  |  |  |  |  |  |  |  |  |  |  |  |
|  |                      |  |  |  |  |  |  |  |  |  |  |  |  |  |  |  |
|  | 5. Sança             |  |  |  |  |  |  |  |  |  |  |  |  |  |  |  |
|  |                      |  |  |  |  |  |  |  |  |  |  |  |  |  |  |  |
|  |                      |  |  |  |  |  |  |  |  |  |  |  |  |  |  |  |
|  | 1. Valença de Tost   |  |  |  |  |  |  |  |  |  |  |  |  |  |  |  |
|  |                      |  |  |  |  |  |  |  |  |  |  |  |  |  |  |  |
|  |                      |  |  |  |  |  |  |  |  |  |  |  |  |  |  |  |
|  | 6. Bernat de Fluvià? |  |  |  |  |  |  |  |  |  |  |  |  |  |  |  |
|  |                      |  |  |  |  |  |  |  |  |  |  |  |  |  |  |  |
|  |                      |  |  |  |  |  |  |  |  |  |  |  |  |  |  |  |
|  | 3. Arsenda d'Àger    |  |  |  |  |  |  |  |  |  |  |  |  |  |  |  |
|  |                      |  |  |  |  |  |  |  |  |  |  |  |  |  |  |  |
|  |                      |  |  |  |  |  |  |  |  |  |  |  |  |  |  |  |
|  | 7. ?                 |  |  |  |  |  |  |  |  |  |  |  |  |  |  |  |
|  |                      |  |  |  |  |  |  |  |  |  |  |  |  |  |  |  |
|  |                      |  |  |  |  |  |  |  |  |  |  |  |  |  |  |  |

La seva germana Letgarda de Tost es casà l'any 1067 amb Ponç I de Cabrera, vescomte de Girona.

## Núpcies i descendents
El 1056 es casà amb Ramon V de Pallars Jussà, fill del comte Ramon IV de Pallars Jussà i d'Ermessenda. D'aquesta unió nasqueren:
- l'infant Arnau Ramon I de Pallars Jussà (?-1111), comte de Pallars Jussà
- l'infant Pere Ramon I de Pallars Jussà (?-1113), comte de Pallars Jussà
- l'infant Bernat Ramon I de Pallars Jussà (?-1124), comte de Pallars Jussà
- la infanta Loreto de Pallars Jussà, segons alguns historiadors.